# Catacomba di San Pancrazio
La catacomba di San Pancrazio (detta anche di Ottavilla) è una catacomba di Roma, situata a Piazza San Pancrazio, presso la Basilica omonima nel moderno quartiere Gianicolense.

## I Martiri
La catacomba è conosciuta soprattutto col nome del principale martire ivi sepolto, San Pancrazio, originario della Frigia, giunto a Roma con lo zio Dionisio dopo la morte dei genitori, decapitato nel 304 per essersi rifiutato di sacrificare agli dei; il suo corpo, abbandonato sulla via Aurelia, fu raccolto da una matrona cristiana, Ottavilla, che lo fece seppellire nel cimitero più vicino, probabilmente di sua proprietà. Il culto di San Pancrazio si diffuse molto nel medioevo, a tal punto che la catacomba che porta il suo nome era una delle poche di Roma che fu sempre visitabile dai pellegrini. La prima menzione del martirio di Pancrazio è contenuta nel Martirologio Geronimiano, che fissa la data della morte al 12 maggio.
Le fonti antiche, in particolare gli itinerari medievali per pellegrini, nominano altri martiri sepolti in San Pancrazio: Artemio, Paolino, Sofia, e le tre figlie di questa Fede, Speranza e Carità. La sepoltura di queste ultime quattro martiri è forse da individuare nel cosiddetto cubicolo di santa Sofia.

## Storia
Tra la fine del IV secolo e l'inizio del V papa Simmaco fece erigere nel sopraterra una basilica in onore del martire e un edificio termale. Nel 594 Gregorio Magno dotò la basilica di un monastero. Nel 625 papa Onorio I ricostruì la basilica, a tre navate.
San Pancrazio è una delle poche catacombe di Roma di cui non si perse completamente traccia nel corso dei secoli, anche se spesso confusa con altre catacombe poste sulla via Aurelia. Antonio Bosio studiò a fondo il cimitero, ma lo confuse con quello di Calepodio; mentre fu Giovanni Battista de Rossi nel corso dell'Ottocento a distinguere le due catacombe.
Scavi condotti agli inizi degli anni trenta del XX secolo sotto il pavimento della basilica di San Pancrazio hanno permesso di scoprire una strada d'epoca romana che tagliava in due diagonalmente la basilica; ed inoltre sono venuti alla luce mausolei e tombe terragne, sia all'interno della basilica sia nel piazzale antistante, cosa che ha evidenziato che il cimitero ipogeo comprendeva anche una sviluppata area funeraria nel sopraterra.

## Topografia e descrizione
La catacomba è giunta a noi in brutte condizioni: le gallerie sono per lo più devastate e la visita è ridotta al minimo. Il cimitero ipogeo è distinto in tre regioni principali.
La prima regione è posta al di sotto del transetto sinistro della sovrastante basilica e dietro l'abside, e vi si entra dall'entrata originale posta nella navata sinistra. Questa regione fu visitata nella prima metà del XX secolo da padre Fusciardi.
Nella navata di destra una botola conduce alla seconda regione cimiteriale, che si estende sotto il piazzale antistante la basilica. In questa regione sono visitabili:
- il cubicolo di Botrys, dal nome del defunto ivi sepolto: la curiosità di questa sepoltura è il fatto che nella lastra sepolcrale Botrys dichiara di essere un christianós, espressione poco frequente nei cimiteri cristiani;
- il cubicolo di San Felice, che risale alla fine del III secolo e gli inizi del IV secolo, decorato in stile lineare rosso, con elementi tratti dal mondo marino (navi e pesci);
- il cubicolo di Santa Sofia, ove è posto un arcosolio intonacato di bianco con quattro sepolture, che si ritiene appartengano alla martire Sofia e alle sue tre figlie

Infine, la terza regione si estende sotto il convento. In essa sono dominanti i cristogrammi costantiniani, cosa che porta gli studiosi a ritenere che questa parte del cimitero ipogeo sia sorta nel IV secolo.